# 杰德秀镇
杰德秀镇，是中华人民共和国西藏自治区山南市贡嘎县下辖的一个乡镇级行政单位。

## 行政区划
杰德秀镇下辖以下地区：
杰德秀社区、斯麦社区和果吉村。